# Baltimore and Ohio Station (Pittsburgh)
B&O Railroad Depot fue una estación de ferrocarril de la ciudad de Pittsburgh, Pensilvania,que presto servicio entre fines del siglo XIX y principios del XX. Se construyó en 1887, 16 años después de que B&O Railroad abriera su primera línea de ferrocarril hacia Pittsburgh. La estación fue construida junto al río Monongahela. Los trenes de ferrocarril B&O también utilizaron la estación de ferrocarril de Pittsburgh y el lago Erie para los servicios que continuaron hacia el oeste hacia Chicago a través del ferrocarril de Pittsburgh y el lago Erie. En 1955 fue demolida para hacer espacio para una carretera interestatal y los servicios restantes se transfirieron a la estación Grant Street. El edificio fue diseñado por Frank Furness, quien también construyó la estación de Filadelfia de B&O Railroad.
En el momento de su cierre en 1955, los principales trenes de pasajeros de larga distancia con nombre que hacían paradas en la estación incluían: Embajador, capitolio limitado, colombiano, Expreso nocturno de Cleveland, Shenandoah, Expreso Washington–Chicago y washingtoniano.
Además, B&O operaba un tren de Pittsburgh a Buffalo a través de DuBois y East Salamanca.